# Liste der Einträge im National Register of Historic Places im Armstrong County (Texas)
Die Liste der Registered Historic Places im Armstrong County (Texas) führt alle Bauwerke und historischen Stätten im texanischen Armstrong County auf, die in das National Register of Historic Places aufgenommen wurden.

## Aktuelle Einträge
| Lfd. Nr. | Name im NRHP                                       | Bild | Datum der Eintragung | Adresse/Lage                                                                   | Ort       | NRHP-ID  | Beschreibung |
| -------- | -------------------------------------------------- | ---- | -------------------- | ------------------------------------------------------------------------------ | --------- | -------- | ------------ |
| 1        | Charles and Mary Ann (Molly) Goodnight Ranch House |      | 20. Sep. 2007        | US287 and 5000 Blk. Cty Rd. 25                                                 | Goodnight | 07000988 |              |
| 2        | J A Ranch                                          |      | 15. Okt. 1966        | Palo Duro Canyon                                                               | Palo Duro | 66000807 |              |
| 3        | Palo Duro Pen (41AM5)                              |      | 12. Juli 1984        | Zum Schutz der historischen Stätte wird die Adresse/Lage nicht bekanntgegeben. | Claude    | 84001568 |              |
| 4        | Palo Duro Shelter (41AM6)                          |      | 12. Juli 1984        | Zum Schutz der historischen Stätte wird die Adresse/Lage nicht bekanntgegeben. | Claude    | 84001569 |              |